# Dahlem (Berlin)
Dahlem, Berlin-Dahlem – dzielnica (Ortsteil) Berlina w okręgu administracyjnym Steglitz-Zehlendorf. Od 1 października 1920 w granicach miasta.

## Transport
W dzielnicy znajdują się następujące stacje metra linii U3:
- Breitenbachplatz
- Podbielskiallee
- Dahlem-Dorf
- Thielplatz
- Oskar-Helene-Heim